# عبدالکریم محمود ابراهیم
عبدالکریم محمود ابراهیم (عربی: عبد الکریم محمود إبراهیم) سپهبد نیروی زمینی سوریه است، که در فاصله سال‌های ۲۰۲۲ تا ۲۰۲۴ به‌عنوان بیست و چهارمین رئیس ستاد کل نیروهای مسلح سوریه فعالیت می‌کرد.
ابراهیم اهل استان طرطوس سوریه است. او در ۳۰ آوریل ۲۰۲۲ به عنوان رئیس ستاد کل منصوب شد، سمتی که فرماندهی عملیاتی بر نیروهای زمینی، هوایی و دریایی کشور را بر عهده دارد. در پاییز ۲۰۲۳، ابراهیم دستور تقویت دفاع نظامی سوریه در شمال سوریه، در نزدیکی استان ادلب، که توسط نیروهای مخالف سوری کنترل می‌شد، را صادر کرد.
در ۱۸ نوامبر ۲۰۲۴، ابراهیم با عزیز نصیرزاده، وزیر دفاع ایران، در دمشق ملاقات کرد. در ۱ دسامبر ۲۰۲۴ گزارش‌هایی مبنی بر اعزام ابراهیم به حما برای نظارت بر عملیات نظامی علیه شورشیان در طول حمله حما در سال ۲۰۲۴، پس از اعزام نیروهای کمکی توسط وزارت دفاع سوریه به منطقه، منتشر شد. پس از سقوط رژیم اسد، او از سمت خود برکنار شد و بعداً علی نورالدین النعسان جایگزین او شد.